# Qianhai Shenzhen-Hong Kong Development Project
Le Qianhai Shenzhen-Hong Kong Development Project est un gratte-ciel en construction à Shenzhen en Chine. Il s'élèvera à 285 mètres. 